# Quiet Sun
Quiet Sun est un groupe de rock progressif et de jazz-rock britannique. Formé en 1968, il appartenait à l'École de Canterbury.

## Biographie
Le groupe se forme vers 1967 au Dulwich College de Londres, par des étudiants, sous le nom de Pooh and the Ostrich Feather. Il comprend Phil Manzanera à la guitare, Bill MacCormick à la basse et au chant, et Charlie Hayward à la batterie . Ils se consacrent d'abord à des reprises de morceaux beat et rock psychédélique, pui se consacrent à l'écriture de morceaux originaux. Ils recrutent ensuite Victor Sylvester à la basse.
Manzanera commence à collaborer avec Bryan Ferry en 1971. Le groupe se sépare l'année suivante en 1972. Pendant une pause artistique au sein de Roxy, Manzanera reforme le groupe en 1975, à l'occasion de son premier album solo, Diamond Head.
Charles Hayward fonde avec Charles Bullen et Gareth Williams le groupe This Heat qui sort son premier album This Heat en 1978, puis l'album Deceit en 1981 qui reste un album majeur. This Heat se dissout en 1982.

## Membres
- Phil Manzanera - guitare
- Dave Jarrett - piano, orgue
- Bill MacCormick - basse
- Charles Hayward - batterie, voix
- Brian Eno - Clavier

## Discographie
- 1975 : Mainstream (en)

## Filmographie
- 2015 : Romantic Warriors III: Canterbury Tales (DVD)